# レール山越器

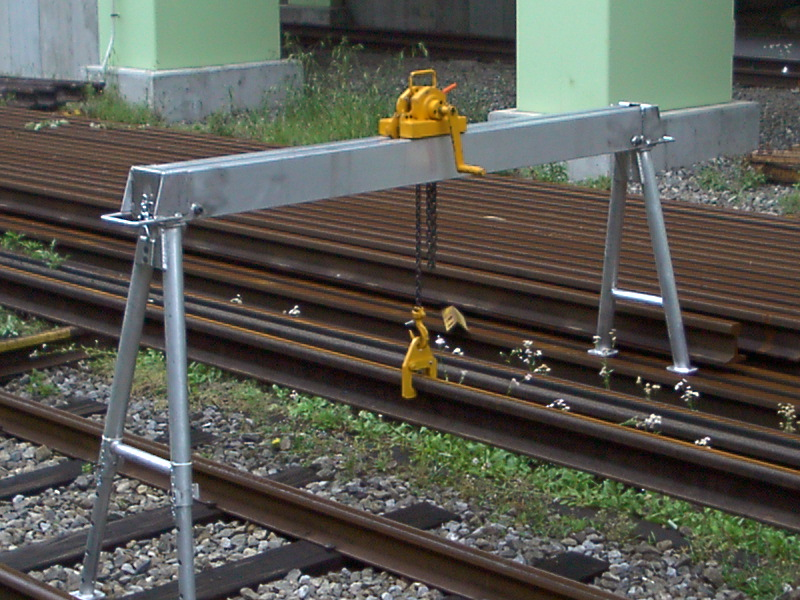
TOKO式AR型レール山越器

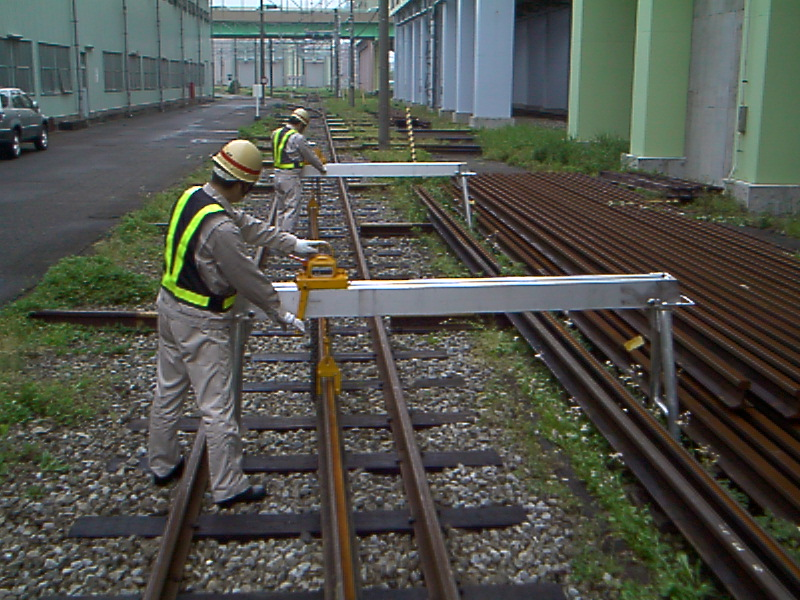
を用いた交換用レールの移動作業

レール山越器（レールやまこしき）は、鉄道の保線作業においてレールを吊り上げて移動させるための機材である。

## 構造
レール山越器は、角パイプを2本並べた走行桁と、その両端に走行桁を支える支持脚（高さ約1メートル）が取り付けられている。本体材質はアルミ製が主流。
走行桁の上を走行車輪を取り付けたチェンブロック（手動巻上げ式ホイスト）が走行し、レールを吊り上げた状態で桁方向に移動できる。通常は2台を1組として定尺レールの両端を吊り上げるが、吊り上げるレールの長さによって1本のレールを複数台の山越器で吊り上げる場合もある。標準的な山越器は耐荷重1.5トンで支持脚は片側が高さを自在に変更できる伸縮式で、もう片側は固定式を装備している。
走行桁長さは3メートルが主流だが、1メートルから5メートルのものが存在する。レール用のほか、分岐器用（耐荷重3トン）やレール運搬車積降用（脚高さ3メートル）など、多くのバリエーションが存在する。

## 製造メーカー
日本国内
- 東光産業株式会社
- 有限会社シンコーメタル

## 販売業者
- 山越器.com